# 흑수말갈
흑수말갈(黑水靺鞨)은 말갈의 한 종족이다.
흑수말갈은 지금의 헤이룽장성(黑龍江省) 지방에 거주하였다. 안차골부(安車骨部)의 동북에 기원해있으며 현재의 동강(同江)에서 백력(伯力)까지의 아무르강(흑룡강, 黒龍江) 유역이다.
그들의 활동 지역은 지금의  솽야산(雙鴨山市), 자무쓰(佳木斯市), 허강 시(鹤崗市), 이춘(伊春市) 및 러시아 연해주의 하바롭스크 지방이며, 비킨(Бикин), 뱌젬스키 군(Вяземский), 라조 군(имени Лазо), 하바롭스크(Хабаровск) 등을 포함한다.
당 태종이 고구려를 토벌할 적에 그 북부가 반기를 듣고 고구려와 합세하였다. 고혜진(高惠眞)등이 군사를 이끌고 안시성을 구원할 적에 싸움마다 늘 말갈 병사를 앞에 내세웠다. 태종은 안시성을 함락하고 혜진을 사로잡은 뒤, 말갈 병사 3천여 명을 모두 묻어 죽였다. 개원(開元) 10년(A.D. 722;신라 성덕왕 21)에 흑수말갈의 추장 예속리계(倪屬利稽)가 조근(朝覲)을 오니, 현종(玄宗)은 그를 발리주자사(勃利州刺史)에 제수하였다.
이에 안동도호 설태(薛泰)가 흑수부를 두자고 청하므로, 부장으로 도독 또는 자사를 삼고, 조정에서 장사(長史)를 두어 감시와 통치케 하였다. 부도독(府都督)에게 이씨(李氏)의 성씨를 하사하고 이름은 헌성(獻誠)이라 하여, 운휘장군영흑수경략사(雲麾將軍領黑水經略使)로 삼아 유주도독(幽州都督)에 예속시켰다. 현종의 말년까지 15번 조공을 바치었다.후에 발해가 강성하게 되자 일부가 이에 복속하였다.
흑수말갈은 발해의 멸망 이후 거란족에 의해 여진족(女眞)으로 불리게 되었으며, 생여진(生女眞)과 숙여진(熟女眞)으로 분리되었다. 이후 남흑수말갈의 후신인 완안부가 금나라를 세우는데 핵심적인 역할을 한다.

## 같이 보기
- 말갈
- 속말말갈
- 백산말갈
- 우루말갈
- 불열말갈
- 철리말갈
- 월희말갈